# Saint Dog
Saint Dog (справжнє ім'я: Стівен Тронсон, англ. Steven Thronson; 21 жовтня 1975 — 13 жовтня 2020) — американський репер, учасник оригінального складу Kottonmouth Kings. Засновник лейблу UScircleA Records.
Розпочав свою кар'єру у хіп-хоп гурті Р.Т.В. (P-Town Ballers) разом з D-Loc і Джонні Ріхтером. До колективу приєднався Daddy X, Джонні Ріхтер покинув його з особистих причин. Решта троє членів сформували Kottonmouth Kings. Стівен узяв участь у записі перших трьох альбомів (Stoners Reeking Havoc, Royal Highness і Hidden Stash) перш ніж піти з гурту, щоб продовжити кар'єру зі своїм братом, Big Hoss, у дуеті Uncomfortable Social Amptuees. Вихід з Kottonmouth Kings спричинив ворожнечу між колишніми колегами, яка швидко зникла. Наразі є підписантом Suburban Noize Records.

## Дискографія

### Студійні альбоми
- 2004: Ghetto Guide
- 2006: Unconformable Social Amputees

З іншими виконавцями
- 2002 Spun Craz (разом з Big Hoss)
- 2008 DGAF (у складі DGAF)

### Сингли
Власні
- 2004: «Now I Lay Me»
- 2004: «Money Talks»
- 2004: «So Cal Thugsta»
- 2006: «Something for Your Stereo»
- 2006: «Get Gone»
- 2006: «Reaper»

### Гостьові появи
- 2005: «99 Problems» (Just Cause з участю Chucky Styles, Saint Dog та Half Price)
- 2010: «Plays» (D-Loc з уч. Saint Dog)
- 2012: «Get Out the Way» (Kottonmouth Kings з уч. Saint Dog)
- 2012: «Judgement Day» (Kottonmouth Kings з уч. Saint Dog)
- 2012: «Sunpower» (Kottonmouth Kings з уч. Saint Dog)

### Відеокліпи
Власні
- «Now I Lay Me»
- «Money Talks»
- «Subnoize Anthem (Something for Your Stereo)» (разом з Daddy X)
- «Uncle Sam» (разом з Subnoize Souljaz)

У складі Kottonmouth Kings
- «Suburban Life» (Kottonmouth Kings)
- «Bump» (Kottonmouth Kings)
- «Dog's Life» (Kottonmouth Kings)
- «Play On» (Kottonmouth Kings)
- «Pimp Twist» (Kottonmouth Kings)
- «So High» (Kottonmouth Kings)

Інших виконавців
- «Knuckle Up» (DGAF)
- «Playa» (D-Loc з участю Saint Dog)
- «Mr. Cali Man» (Kottonmouth Kings з уч. Saint Dog та Ceekay Jones)